# 图氏狭口螺
图氏狭口螺（学名：Stenothyra toucheana）为狭口螺科狭口螺属的动物，是中国的特有物种。分布于台湾岛以及中国大陆的湖南、广东等地，多栖息于淡水、咸淡水水域的池塘、稻田、沟渠以及小溪。